# Guaranda (Colombia)
Guaranda è un comune della Colombia facente parte del dipartimento di Sucre.
L'abitato venne fondato da Domingo Sampayo nel 1872, mentre l'istituzione del comune è del 31 ottobre 1984.